# Criolita
La criolita (Na3AlF6, hexafluoraluminato de sodio) es un mineral  del grupo III(halogenuros) según la clasificación de Strunz. Es un fluoruro de aluminio y sodio (Na3AlF6). En estado natural se encuentra en Ivittuut (Groenlandia).
Su importancia proviene de su facilidad de disolver el óxido de aluminio (Al2O3); por esta razón se emplea fundida como fundente de la alúmina en la obtención del aluminio metálico por electrólisis. La Criolita funde a 1012 °C.
Las grandes cantidades de este mineral utilizadas en la industria no pueden ser obtenidas de los yacimientos naturales, por esto se produce artificialmente a partir de sales de aluminio y ácido fluorhídrico.
La criolita fue descrita por primera vez en 1799 por el veterinario y médico danés Peder Christian Abildgaard (1740-1801); fue obtenido a partir de un yacimiento de la misma en Ivittuut, en las inmediaciones del fiordo de Arsuk, en el suroeste de Groenlandia. El nombre deriva de las palabras griegas κρνος (cryos) = hielo, y λιθος (litos) = piedra.